# Ipswich (Dacota do Sul)
Ipswich é uma cidade localizada no estado norte-americano de Dacota do Sul, no Condado de Edmunds.

## Demografia
Segundo o censo norte-americano de 2000, a sua população era de 943 habitantes.
Em 2006, foi estimada uma população de 875, um decréscimo de 68 (-7.2%).

## Geografia
De acordo com o United States Census Bureau tem uma área de
3,4 km², dos quais 3,4 km² cobertos por terra e 0,0 km² cobertos por água. Ipswich localiza-se a aproximadamente 468 m acima do nível do mar.

## Localidades na vizinhança
O diagrama seguinte representa as localidades num raio de 36 km ao redor de Ipswich.